# Geoffrey Arend
Geoffrey R. Arend (New York, 28 februari 1978) is een Amerikaans acteur.

## Biografie
Arend werd geboren in de New Yorkse borough Manhattan. Zijn moeder is Pakistaans en zijn vader is van Duitse, Schotse en Ierse afkomst. Hij heeft zijn high school doorlopen aan de Fiorello H. LaGuardia High School of Music & Art and Performing Arts in New York waar hij in 1996 zijn diploma haalde.
Arend is sinds 11 oktober 2009 getrouwd met Christina Hendricks.

## Filmografie

### Films
Uitgezonderd korte films.
- 2024 Justice League: Crisis on Infinite Earths - Part Two - als Psycho Piraat / Charles Halstead / Hawkman (stemmen)
- 2024 Justice League: Crisis on Infinite Earths - Part One - als Psycho Piraat / Hawkman (stemmen)
- 2023 Office Race - als Don
- 2021 Justice Society: World War II - als adviseur (stem)
- 2019 Batman: Hush - als The Riddler / Hush (stem)
- 2016 The Angry Birds Movie - als leraar kinderopvang (stem)
- 2014 Worst Friends - als Jeremy
- 2013 Beach Pillows - als Morgan Midwood
- 2012 Save the Date - als Kevin
- 2010 Devil - als verkoper
- 2010 Peep World - als Dr. Novak
- 2009 Rex - als Jeffrey Wagstaff
- 2009 (500) Days of Summer - als McKenzie
- 2008 An American Carol - als Mohammed
- 2007 Killing Zelda Sparks - als Terry Seville
- 2007 Loveless in Los Angeles - als Ryan
- 2007 Making It Legal - als Ethan
- 2006 Pledge This! - als Dax / moeder / fotograaf
- 2005 The Ringer - als Winston
- 2004 Garden State - als Karl Benson
- 2003 A Tale of Two Pizzas - als Johnny
- 2003 It Runs in the Family - als Malik
- 2002 Porn 'n' Chicken - als Andy
- 2002 Daria in 'Is It College Yet? - als Charles Ruttheimer III
- 2001 Super Troopers - als student

### Televisieseries
Uitgezonderd eenmalige gastrollen.
- 2021 - 2022 Physical - als Jerry Goldman - 8 afl.
- 2022 - 2023 The Offer - als Aram Avakian - 9 afl.
- 2021 Goliath - als Griffin Petock - 8 afl.
- 2020 The Magicians - als George Ball - 2 afl.
- 2014 - 2019 Madam Secretary - als Matt Mahoney - 111 afl.
- 2019 The Affair - als Leif Devlin - 2 afl.
- 2011 - 2013 Body of Proof - als Ethan Gross - 42 afl.
- 2009 Trust Me - als Hector Culligan - 13 afl.
- 2008 Greek - als Egyptische Joe - 2 afl.
- 2004 The Wrong Coast - diverse stemmen - miniserie
- 1997 - 2001 Daria - diverse stemmen - 21 afl.

### Computerspellen
- 2008 Grand Theft Auto IV - als stem
- 2007 Manhunt 2 - als Legion
- 2006 Neverwinter Nights 2 - als Cain / Githyanki luitenant / Vashne
- 2005 The Warriors - als toegevoegde stemmen
- 2004 Grand Theft Auto: San Andreas - als voetganger
- 2004 Red Dead Revolver - als Mr. Black / professor Perry / cowboy
- 2000 Daria's Inferno - als Charles Ruttheimer III

- Biblioteca Nacional de España: XX5138167
- International Standard Name Identifier: 0000 0000 7337 3618
- Library of Congress Control Number: no2009201641
- Nederlandse Thesaurus van Auteursnamen: 093763808
- Virtual International Authority File: 103584233
- WorldCat: E39PBJtX9W3J4gJ89bQ8tfKTpP